# Martha Adema
Maggeltje (Martha of Martje) Martini-Adema (Amsterdam, 16 augustus 1922 - Hoofddorp, 18 oktober 2007) was een Nederlandse atlete, die zich evenals haar tweelingzus Janny had gespecialiseerd in de sprint. Beiden hadden de pech dat de periode waarin zij de leeftijd hadden om tot hun beste prestaties te komen, samenviel met de Tweede Wereldoorlog.

## Loopbaan
Martha Adema was in 1946 een van de vier estafetteloopsters, die tijdens de Europese kampioenschappen in Oslo in 1946 de gouden medaille wist te veroveren op de 4 × 100 m. Ze deed dit samen met Nettie Timmer, Gerda Koudijs en Fanny Blankers-Koen. 
Adema liep haar beste persoonlijke tijd van 12,2 s op de 100 m aan het begin van de oorlogsjaren, in 1941. Ter vergelijking: in die tijd stond het Nederlandse record op 11,9 en was in handen van Fanny Koen. In 1946 kwam zij met 12,3 opnieuw in de buurt van haar PR van vijf jaar ervoor, zij het dat die prestatie werd beïnvloed door rugwind.
Martha Adema was aangesloten bij de Amsterdamse Atletiek- en Gymnastiekvereniging Zeeburg, voor welke vereniging zij op estafettegebied diverse Nederlandse kampioenschappen binnenhaalde op zowel de 4 × 100 als de toen nog in zwang zijnde 10 × 100 m. Nooit veroverde zij op nationaal niveau een individuele gouden medaille, hoewel sommige atletiekkenners ervan overtuigd zijn dat de 100 metertitel die in 1941 aan haar tweelingzus Janny is toegedicht, in werkelijkheid door Martha moet zijn gewonnen. De beste van Janny bekend zijnde 100 metertijd is namelijk 12,3 uit 1942, terwijl de titel in 1941 werd gewonnen in een tijd van 12,2, een tijd die zus Martha wél in de benen had. Bovendien werden de twee sprintende zusters wel vaker met elkaar verward. Honderd procent duidelijkheid is hierover echter niet te geven.
Ze was getrouwd met Arnold Martini, die Eerste Kamerlid en burgemeester is geweest. Martha Martini-Adema stierf op 85-jarige leeftijd en werd op 24 oktober 2007 in Haarlem gecremeerd.

## Internationale kampioenschappen
| Titel                        | Jaar |
| ---------------------------- | ---- |
| Europees kampioene 4 × 100 m | 1946 |

## Persoonlijke records
| Onderdeel   | Prestatie | Datum            | Plaats    |
| ----------- | --------- | ---------------- | --------- |
| 100 m       | 12,2 s    | 13 juli 1941     | Rotterdam |
| verspringen | 5,41 m    | 30 augustus 1942 | Amsterdam |

## Palmares

### 4 × 100 m
- 1946:  EK - 47,8 s (NR)